# Lễ Đôn Ba Đồ Lỗ
Lễ Đôn Ba Đồ Lỗ (chữ Hán: 禮敦巴圖魯; tiếng Mãn: ᠯᡳᡩᡠᠨ 
ᠪᠠᡨᡠᡵᡠ, Möllendorff: lidun baturu), Ái Tân Giác La, con trai cả của Thanh Cảnh Tổ Giác Xương An, anh trai của Tháp Khắc Thế, bá phụ của Nỗ Nhĩ Cáp Xích. Lễ Đôn trời sinh anh dũng, góp công lớn trong việc giúp Tháp Khắc Thế dẹp yên các bộ lạc Thạc Sắc Nạp (硕色纳), Nại Hô (奈呼), được ban hiệu Ba Đồ Lỗ. Năm 1583, khi Nỗ Nhĩ Cáp Xích khởi binh, Lễ Đôn đã qua đời một khoảng thời gian. Nỗ Nhĩ Cáp Xích đóng đô ở Hách Đồ A Lạp, an táng Cảnh Tổ và Hiển Tổ ở Dương Lỗ sơn, Lễ Đôn cũng bồi tàng ở đó. Năm Sùng Đức nguyên niên (1636), Hoàng Thái Cực xưng Đế, đổi quốc hiệu là Đại Thanh. Lễ Đôn được truy phong Vũ Công Quận vương (武功郡王), cùng Phúc tấn được phối hưởng trong Thái miếu. Năm Càn Long thứ 19 (1754), ông được đưa vào thờ trong Hiền Vương từ ở Thịnh Kinh. Hậu duệ của ông được ghi vào tộc phổ của Giác La.

## Hậu duệ
Lễ Đôn có duy nhất một con trai:
1. Bác Y Hòa Tề (博伊和齊, ? - 1633). Có 6 con trai.
  1. Tắc Lặc (塞勒, 1585 - 1657), Thanh sử cảo chép là Sắc Lặc (色勒), người Mãn Châu Chính Lam kỳ. Được Nỗ Nhĩ Cáp Xích phong làm Ngưu lục Ngạch chân.[a] Được Hoàng Thái Cực phong làm Cố sơn Ngạch chân của Chính Lam kỳ.[b] Có công đánh bại quân Minh trong trận Đại Lăng Hà. Sau bị giáng làm Mai lặc Ngạch chân Tương Hoàng kỳ.[c] Những năm Sùng Đức, có công chinh phạt Triều Tiên, được phong thế chức Ngưu lục Chương kinh[d][e] kiêm Lại bộ Hữu Tham chính. Năm 1644 nhậm Nội đại thần. Sau được phong Nhất đẳng A Tư Cáp Ni Cáp Phiên,[f][g] sau tiến Nhị đẳng Tinh Kỳ Ni Cáp Phiên.[h] Sau khi qua đời được truy thụy "Cần Khác" (勤悫). Có 5 con trai.
    - Con trai thứ 3: Ngạch Nhĩ Đức (額爾德, 1605 - 1671), được phong Nhất đẳng Tử kiêm Nhất vân Kỵ úy. Năm 1669 bị cách tước. Sau lại tập tước Nhị đẳng Tử từ cha. Có 4 con trai.

  2. Thác Đặc Ba (託特拖, 1587 - 1644), có 3 con trai đều được phong Nhị đẳng Khinh xa Đô úy.
  3. A Lại (阿賴, 1591 - 1630), Thanh sử cảo chép A Lãi (阿赉), người Mãn Châu Tương Hoàng kỳ. Có công theo Bối lặc Nhạc Thác đánh hạ Đại An khẩu, tử trận khi theo Đại Thiện giao chiến với viện quân Sơn Hải Quan. Được phong Tá lĩnh, Kỵ đô úy. Có 8 con trai.[7]
  4. Tịch Lại (席賴, 1592 - 1658), được phong Nhị đẳng Khinh xa Đô úy. Có 1 con trai.
  5. A Tể Lại (阿濟賴, 1596 - 1649), được phong Kỵ đô úy kiêm Nhất vân Kỵ úy. Vô tự.
  6. A Trại (阿賽, 1603 - 1659), được phong Nhị đẳng Khinh xa Đô úy. Có 8 con trai, trong đó 4 người được phong Nhị đẳng Khinh xa Đô úy.
    1. Tát Trại (薩賽, 1618 - 1660), được phong Tam đẳng Nam. Có 3 con trai.
    2. Ba Trại (巴賽, 1619 - 1649), được phong Kỵ đô úy kiêm Nhất vân Kỵ úy. Có 1 con trai.